# Dahira yunlongensis
Dahira yunlongensis là một loài bướm đêm thuộc họ Sphingidae. Loài này có ở Vân Nam ở Trung Quốc.